# Contrôle des limitations de vitesse
Pour un article plus général, voir Caméra de surveillance routière.

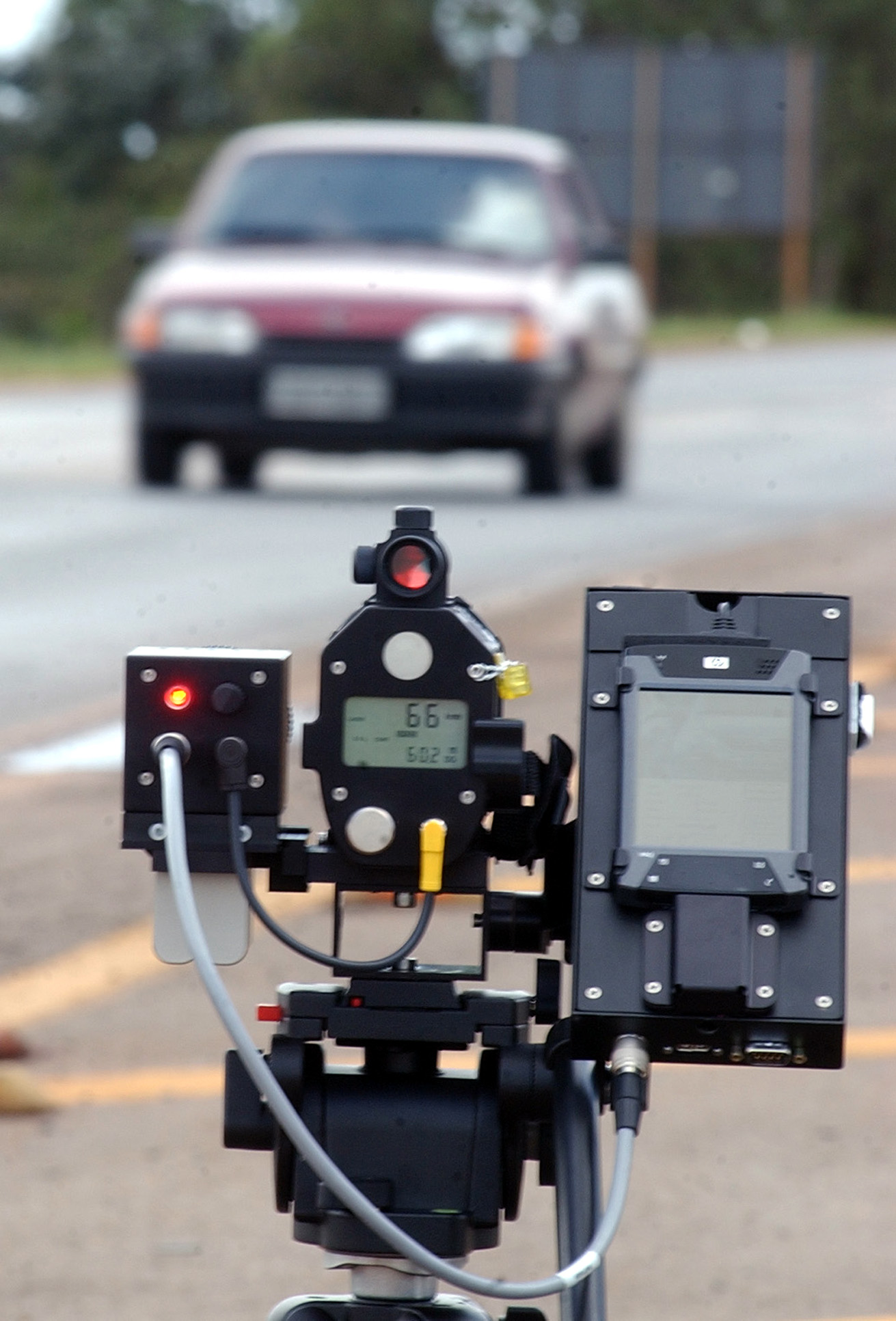
Radar avec microdigicam utilisé au Brésil

Le contrôle des limitations de vitesse ou contrôle radar s'effectue au moyen d'un cinémomètre servant à mesurer la vitesse des véhicules circulant sur la voie publique. Les cinémomètres employés à l'origine nécessitent l'intervention d'opérateurs des forces de l'ordre et sont de type radar : ils contrôlent la vitesse à l'aide d'ondes électromagnétiques de l'ordre du centimètre. De nouveaux dispositifs couplés à des appareils photographiques sont ensuite utilisés afin d'identifier de manière automatique les contrevenants aux réglementations sur la vitesse.
Une autre option est celle du lidar qui utilise le même principe que le radar Doppler pulsé ; c'est-à-dire qu'il mesure les temps d'aller-retour d'impulsions laser successives pour estimer la vitesse du véhicule.

## Principe de fonctionnement des radars

Effet Doppler

Ces radars utilisent le principe de l'effet Doppler-Fizeau pour mesurer la vitesse.
Ils émettent une onde entretenue (ou continue) qui est réfléchie par toute cible se trouvant dans la direction pointée. Par effet Doppler, cette onde réfléchie possède une fréquence légèrement différente de celle émise : plus grande fréquence pour les véhicules s'approchant du radar et plus petite pour ceux s'éloignant. En mesurant la différence de fréquence entre l'onde émise et celle retournée, on peut calculer la vitesse de la cible. Ceci se fait en trouvant le battement entre les deux ondes.
En général, on utilise une longueur d'onde centimétrique des bandes X, K et Ka. En Europe, on utilise la bande Ku. La bande X est moins courante depuis quelques années, car elle est facilement perceptible par les récepteurs anti-radars dont certains automobilistes se munissent, légalement ou non. De plus, elle est utilisée par d'autres appareils dont les ouvre-portes de garage.

### Angle de détection

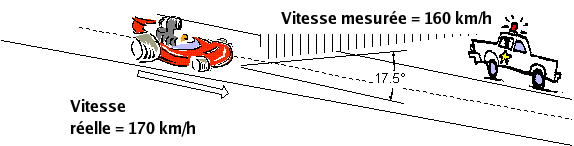
Vitesses réelles et mesurées sans compensation pour l'angle de visée

Les données ainsi obtenues ne montrent que la vitesse radiale entre le radar et le véhicule. Il faut donc que le sens de déplacement de la cible soit en ligne directe vers le radar. Si la cible se déplace avec un angle par rapport à cette direction, la vitesse notée n'est que la projection sur la radiale au radar, soit la vitesse réelle multipliée par le cosinus de l'angle (facteur variant de 0 pour un déplacement perpendiculaire au radar à 1 pour celui vers le radar).
Comme la direction radiale pure demande de mettre le radar sur la route pour faire la mesure, les appareils sont généralement calibrés pour prendre les vitesses lorsque le radar est orienté suivant un angle de 25° par rapport à l'axe de circulation des véhicules contrôlés. Cette notion est extrêmement importante puisqu'un écart aussi minime soit-il à cette valeur entraîne des modifications significatives sur les valeurs détectées. Un radar mesurant des vitesses sous un angle de 30° par rapport à l'axe de circulation, un différentiel de seulement 5°, induit une minoration de la vitesse détectée de 4,5 %, soit une erreur de 4 km/h pour un véhicule roulant à 90 km/h et environ 6 km/h pour un véhicule se déplaçant à 130 km/h. 
Le respect de cette contrainte est très important pour la validité du calcul compensatoire de l'effet Doppler-Fizeau. Un radar mobile posé rapidement sur le bord de la route ou monté sur un véhicule garé sans attention particulière à l'orientation par rapport à la voie de circulation peut ainsi être responsable de l'émission de contraventions indues au code de la route. La formation du personnel manipulant les radars de contrôle routier est donc elle aussi très importante puisque naturellement un angle plus faible que 25° avec l'axe de circulation sera défavorable à l'automobiliste, un angle plus grand que 25° sera favorable à l'automobiliste.
Pour tenir compte de la potentielle erreur de mesure, les autorités de différents pays utilisateurs de tels radars émettent des règles à suivre pour l'émission de constats d'infraction. Par exemple en France, la loi définit les erreurs maximales tolérées qui constituent les marges techniques d'abaissement pour l'obtention de la vitesse retenue. Ces erreurs maximales dépendent du type de radar. Pour les radars routiers fixes de nouvelle génération, dont l'angle de mesure est fixe et précis à 1°: plus ou moins 3 km/h, pour les vitesses inférieures à 100 km/h et plus ou moins 3 % de la vitesse, pour les vitesses égales ou supérieures à 100 km/h. Pour les radars fixes plus anciens, et pour les radars embarqués disposés ponctuellement par les forces de l'ordre, les marges sont de 5 km/h puis 5 % au-delà de 100 km/h. Pour les radars embarqués dans un véhicule en mouvement, les marges sont respectivement 7 km/h puis 7 % ou 10 km/h puis 10 % selon la génération de l'équipement.
L'état considère que l'erreur de 5° sus-citée est impossible sur les radars fixes dont la déviation angulaire est de 1° maximum, ce qui explique l'abaissement en 2009 des marges pour ce type d'appareil. Pour annuler l'imprécision de 5 % des radars disposés ponctuellement, il suffit d'un décalage de 5° par rapport à l'angle de 25° défini au calibrage, cette erreur étant très improbable compte tenu de l'utilisation d'un laser de positionnement. 
Néanmoins, il ne faut pas oublier que les véhicules peuvent se déplacer sur l'axe de la chaussée, notamment pour changer de file, et comme précisé au-dessus, c'est la direction de déplacement du véhicule par rapport au radar qui est importante, pas seulement l'angle de positionnement du radar par rapport à l'axe de la route.

### Exemples de caractéristiques
En France, en 2009 un modèle apparemment fort utilisé a comme caractéristiques de fonctionnement
- fréquence d'émission : 24,125 GHz
- étendue de mesure : 10 à 300 km/h
- échelon d'indication : 1 km/h
- valeur de contrôle : 100 km/h.

## Méthodes utilisées

### Contrôles mobiles

#### Radar sur trépied

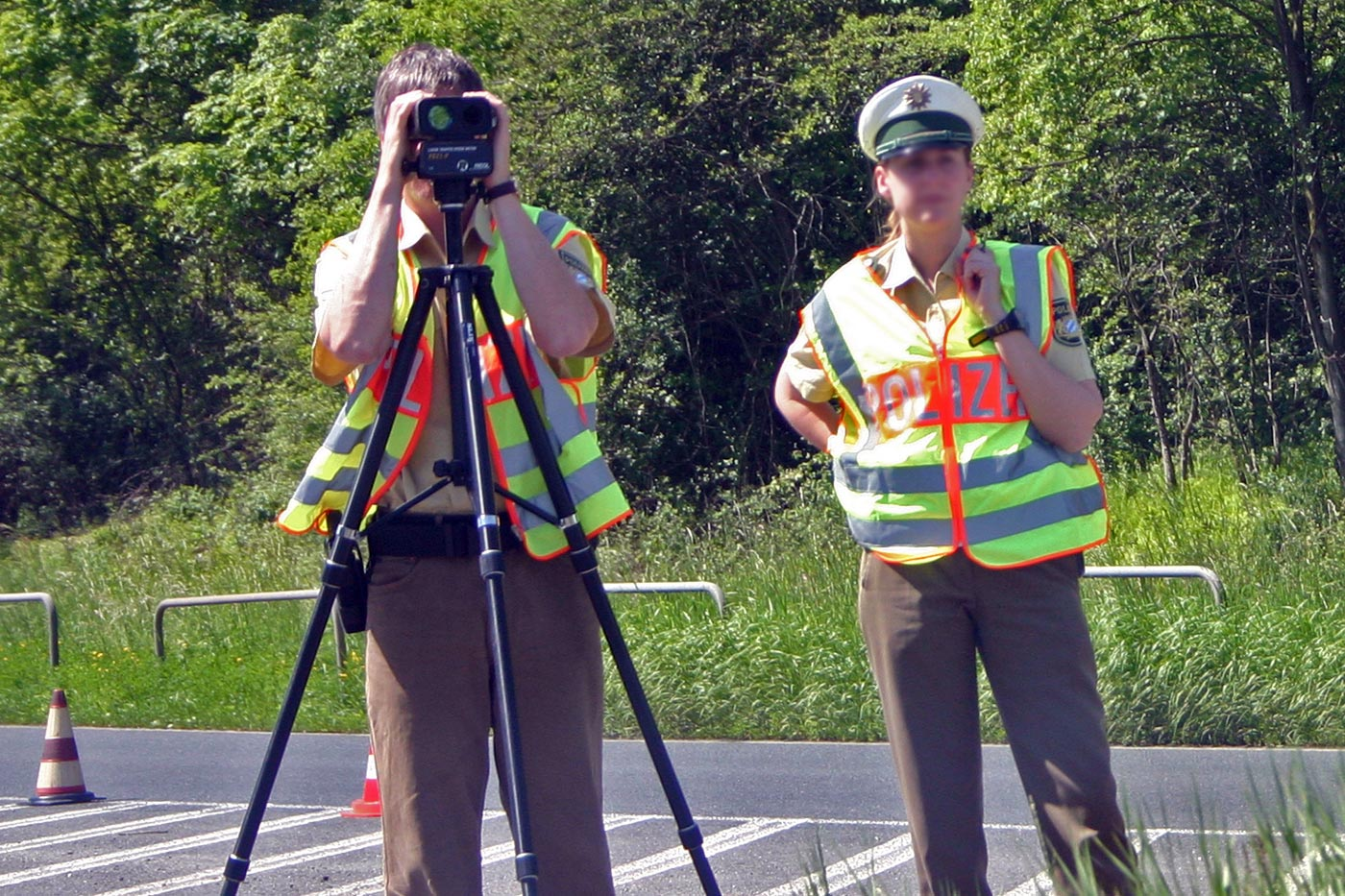
Policiers utilisant un trépied pour un appareil de contrôle de type LIDAR

Modèles utilisés à l'origine, disposés temporairement en bord de chaussée, ils nécessitent la présence à proximité d'opérateurs des forces de l'ordre pour lire la vitesse et procéder à l'interpellation du contrevenant.

#### Radar embarqué

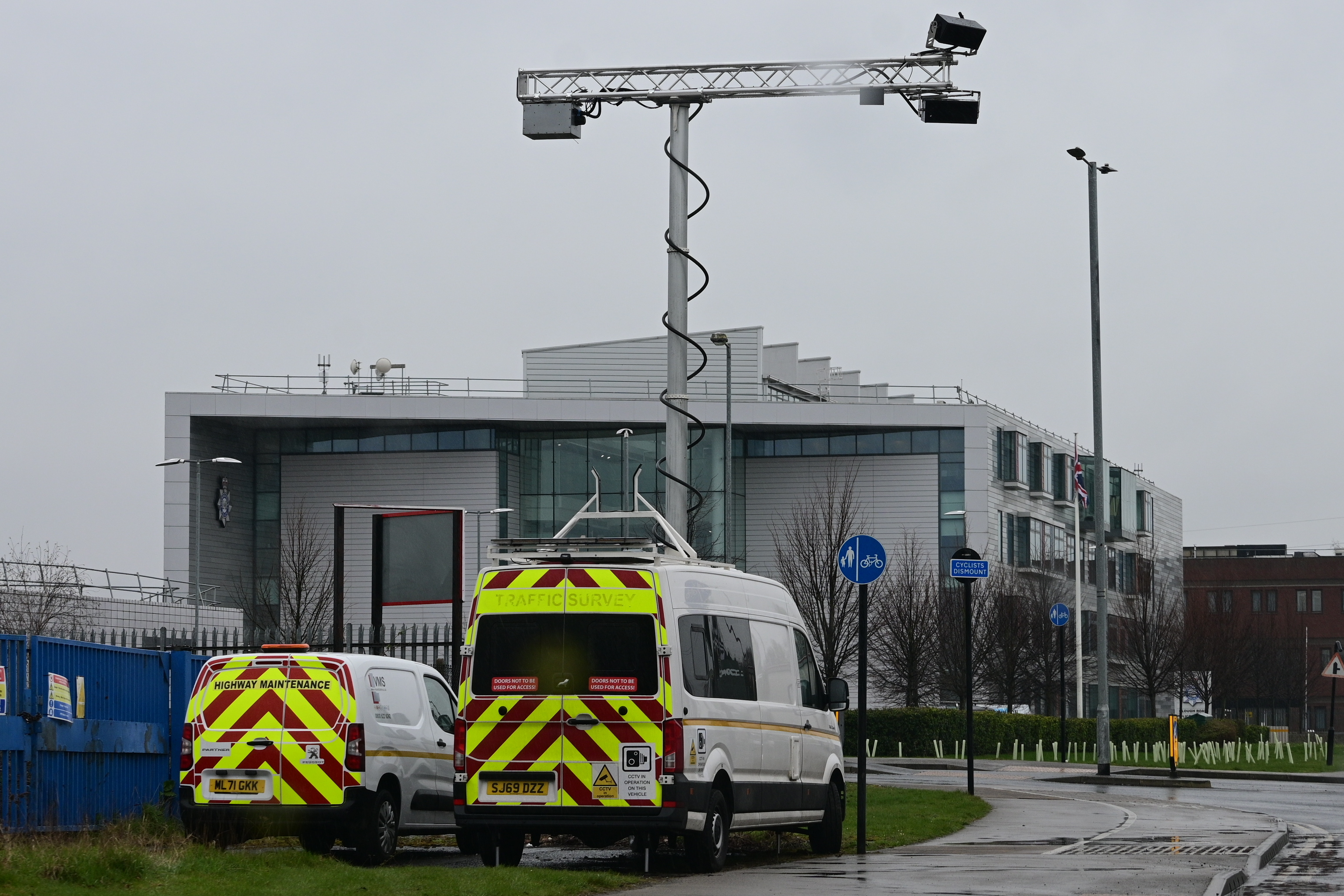
Contrôle en bord de chaussée par une camionnette équipée d'un radar embarqué en Angleterre.

Dans de nombreux pays, des radars équipés d'appareils photo numériques sont embarqués dans plusieurs types de véhicules dont des breaks. Ils contrôlent les vitesses pratiquées en stationnant parallèlement à l'axe de la route ou voie de circulation.
En France à partir du 15 mars 2013, de nouveaux radars capables de contrôler la vitesse en roulant, appelés radars mobiles de nouvelle génération (RMNG), sont mis en service. Le dispositif de photographie infrarouge est situé sous la plaque d'immatriculation avant de la voiture banalisée.

#### Pistolet radar

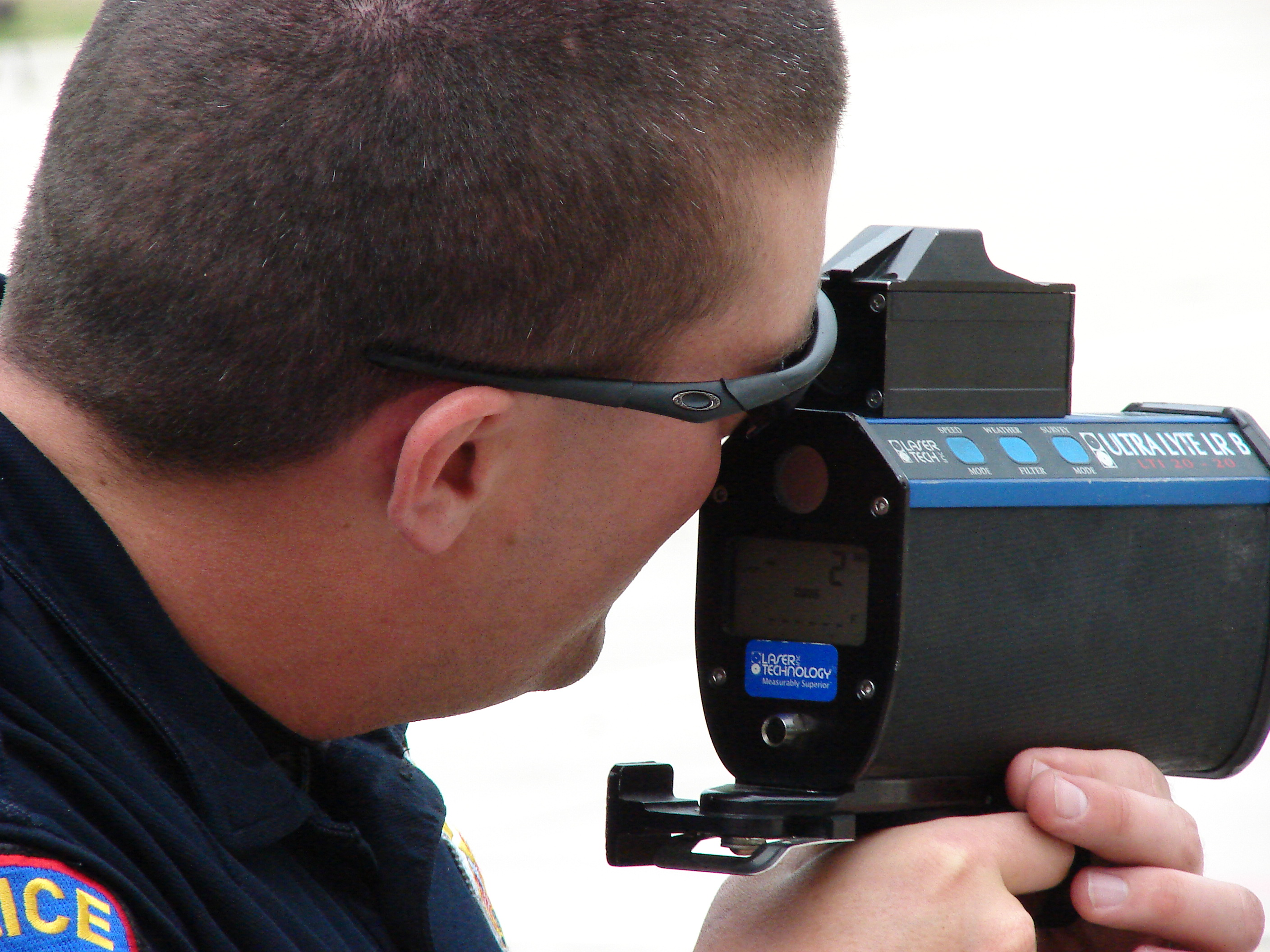
Policier texan utilisant un pistolet radar doté de la technologie Lidar

Il s'agit d'un radar monté sur une poignée pistolet. Le policier pointe directement dans la direction d'où viennent les véhicules et après un temps de prise de données, obtient une lecture de la vitesse. On utilise également ce type de radar pour mesurer la vitesse dans certains sports.

#### Jumelles radar
Radar portatif ayant la forme de jumelles grossissantes intégrant un viseur permettant de contrôler la vitesse d'un véhicule à grande distance. De nouveaux modèles très compacts apparaissent comme le TruSpeed SE qui permet de relever des excès de vitesse allant jusqu'à 300 km/h, et ce jusqu'à 650 m de distance. En France, son grossissement permet aussi de vérifier la présence de la vignette critair, du contrôle technique valable, la présence de la ceinture et l'absence de téléphone au volant.

### Contrôles à poste fixe

#### Radar cabine
Il existe plusieurs types de radar automatiques montés de façon permanente et qui permettent de mesurer la vitesse des véhicules. Ceux-ci sont placés à des endroits stratégiques et sont équipés d'une caméra numérique pour photographier et identifier le contrevenant.

#### Radar tronçon
Un radar tronçon est un radar automatique à base de caméras infrarouge, de détecteurs de vitesse et de traitement d'images permettant de calculer des vitesses moyennes de véhicules entre deux points éventuellement distants de plusieurs kilomètres et de traiter par informatique les infractions.

## Galerie

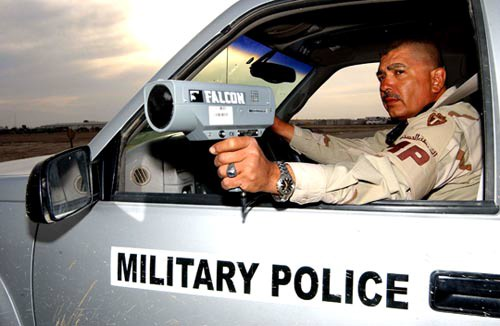
Un policier militaire utilisant un pistolet radar pour mesurer la vitesse des automobiles sur la base aérienne de Tallil, Irak.
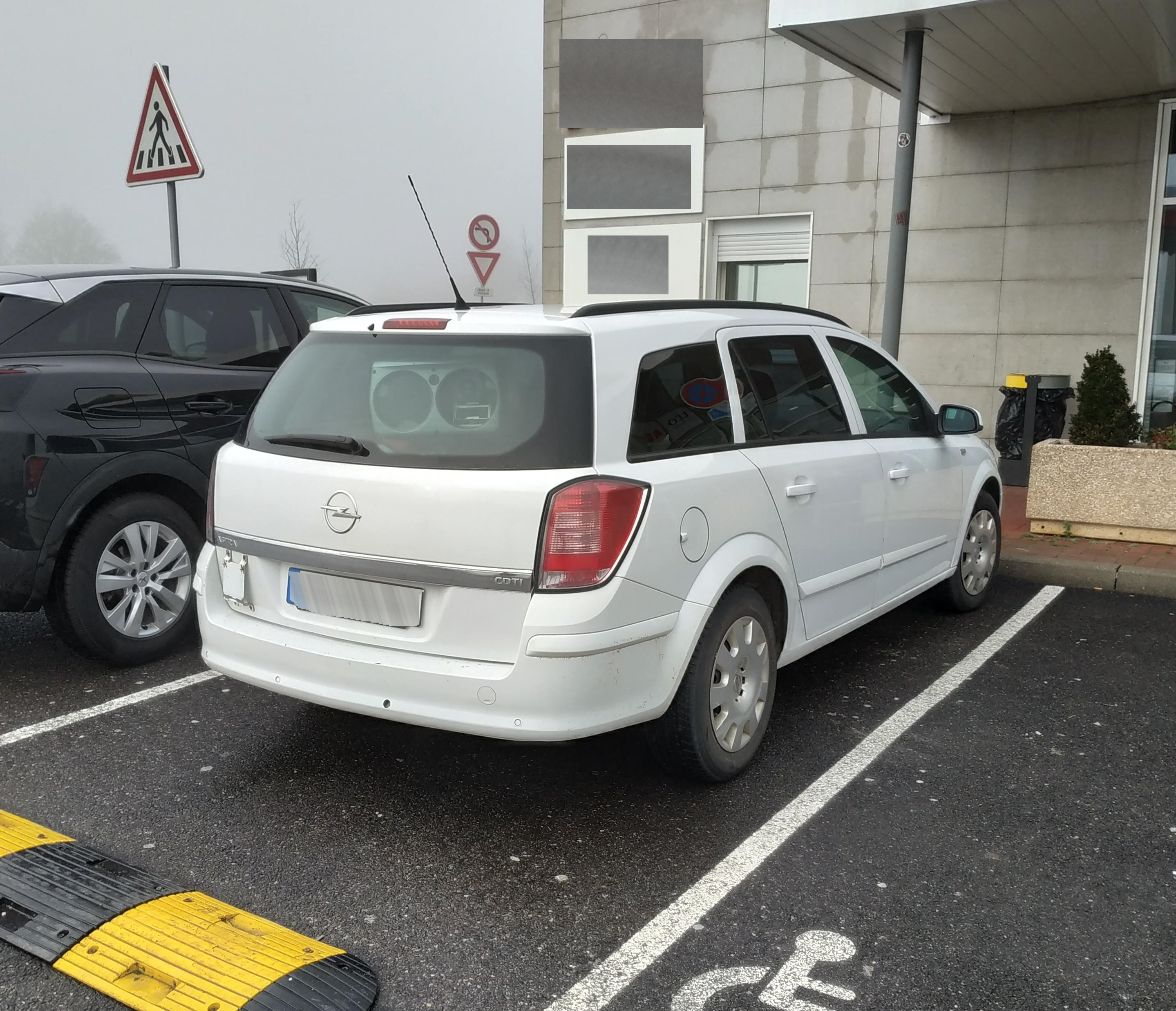
Radar embarqué à l'arrière d'un véhicule banalisé de la Gendarmerie nationale française.
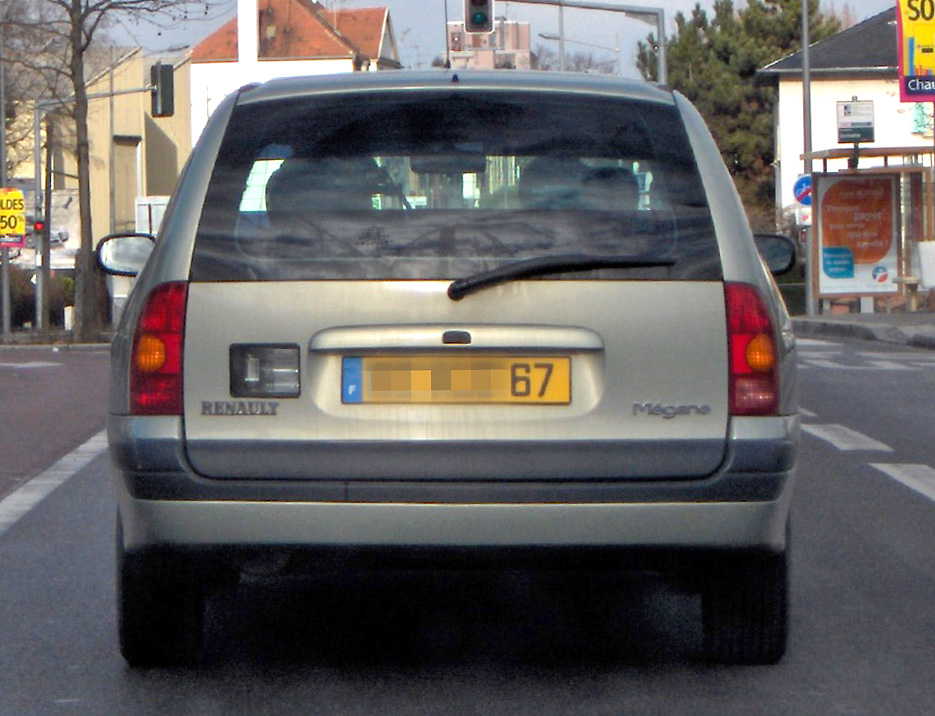
Véhicule équipé d'un radar automatique embarqué (France).
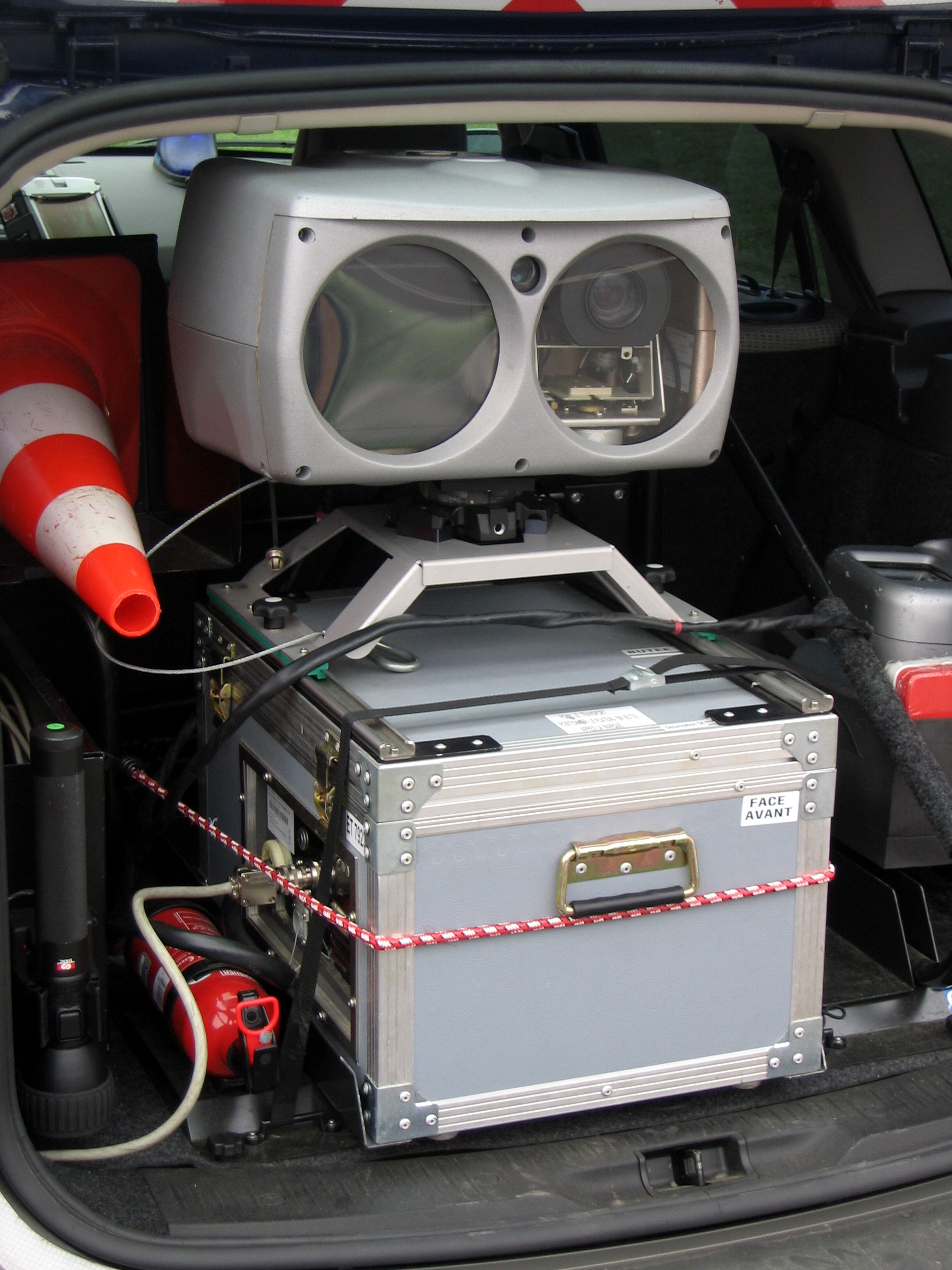
Radar (appelé « hibou », de par son aspect visuel) embarqué à l'arrière d'un véhicule.
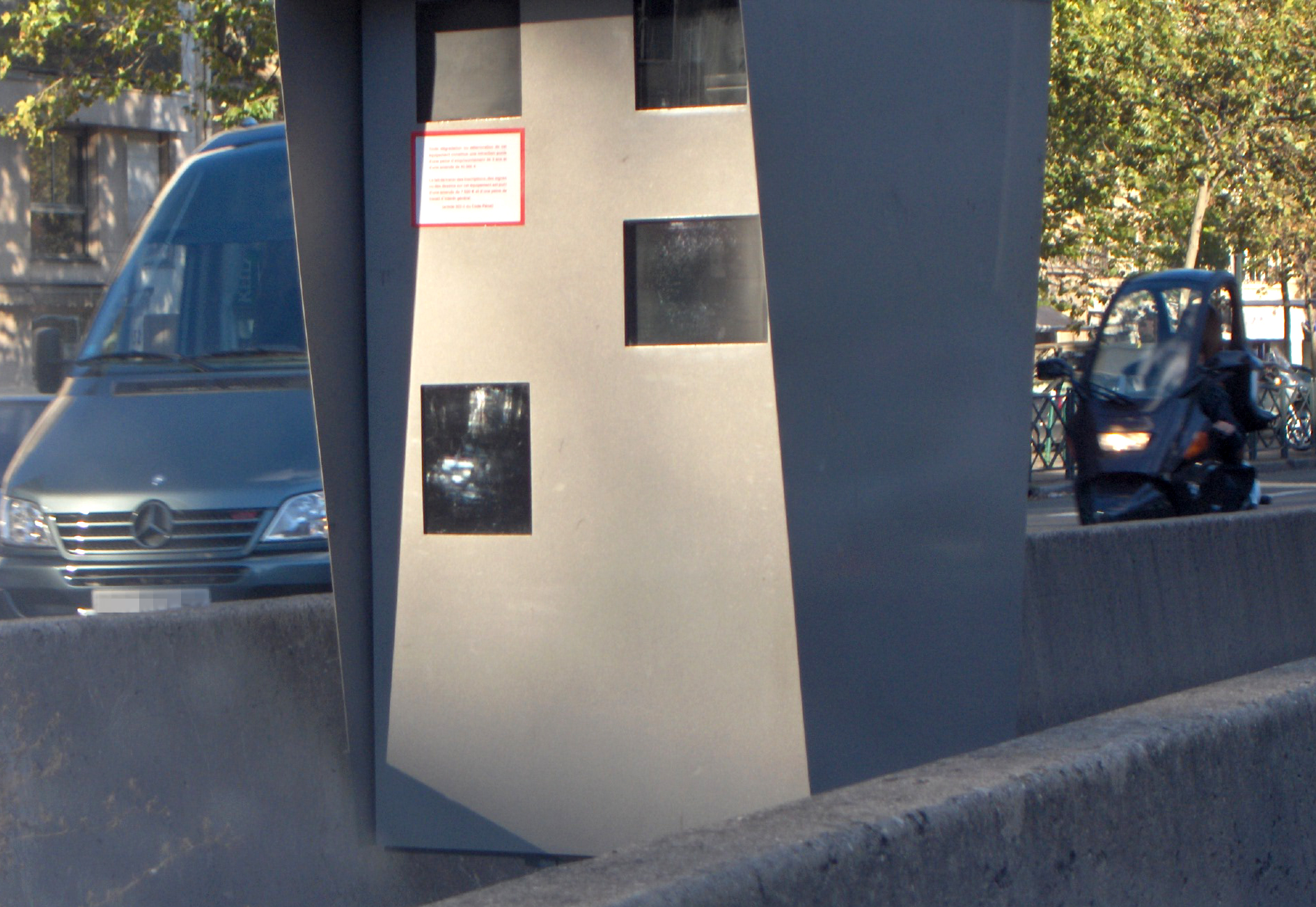
Première génération de radar automatique (France).